# برنهارد بادر
برنهارد بادر (بالألمانية: Bernhard Baader)‏ هو كاتب للأطفال وكاتب ألماني، ولد في 30 أبريل 1790 في مانهايم في ألمانيا، وتوفي في 6 يناير 1859 في كارلسروه في ألمانيا.